# برونو غوديلي
برونو غوديلي (بالكرواتية: Bruno Gudelj) مواليد 8 مايو 1966 في زغرب، جمهورية يوغوسلافيا الاشتراكية الاتحادية، هو لاعب كرة يد كرواتي معتزل لعب كوسط مدافع. شارك في دورة الألعاب الأولمبية الصيفية سنة 1996.

## الإنجازات
- بطولة يوغوسلافيا لكرة اليد : 1988-89، 1990-91، 1984-85، 1987-88
- الدوري الكرواتي لكرة اليد (4): 1991-92، 1992-93، 1993-94، 2004-05
- دوري أبطال أوروبا لكرة اليد (2): 1991-92، 1992-93

## روابط خارجية
- برونو غوديلي على موقع الاتحاد الأوروبي لكرة اليد (الإنجليزية)
- برونو غوديلي على موقع اللجنة الأولمبية الدولية (الإنجليزية)
- برونو غوديلي على موقع أوليمبيديا (الإنجليزية)
- برونو غوديلي على موقع اللجنة الأولمبية الكرواتية (مؤرشف) (الكرواتية)